# Kamenka (Kaliningrad, Bagrationowsk)
Kamenka (russisch Каменка, deutsch Krücken (bis 1928: Groß Krücken/Klein Krücken)) ist ein Ort in der russischen Oblast Kaliningrad. Er gehört zur kommunalen Selbstverwaltungseinheit Stadtkreis Bagrationowsk im Rajon Bagrationowsk. Besiedelt ist nur noch die ehemalige Ortsstelle Klein Krücken, während die Ortsstelle Groß Krücken verlassen ist.

## Geographische Lage
Kamenka liegt 14 Kilometer nordwestlich von Bagrationowsk (Preußisch Eylau) an der Kommunalstraße 27K-116, die Slawskoje (Kreuzburg) mit Pogranitschnoje (Hussehnen) und Bogatowo (Rositten) im russisch-polnischen Grenzgebiet verbindet.
Rositten (Bogatowo) war von 1939 bis 1945 Bahnstation an der Bahnstrecke von Zinten (Kornewo) nach Preußisch Eylau (Bagrationowsk), die heute nur noch im letzten Teilstück für Militärverkehr betrieben wird. Außerdem bestand damals über Kreuzburg (Slawskoje) Anschluss an die Kleinbahn Tharau–Kreuzburg (Wladimirowo–Slawskoje), die nicht mehr besteht.

## Geschichte
Die ehemals „Krücken“ genannte Gemeinde gab es erst seit 1928. Vorher bestanden die beiden Gutsbezirke Groß Krücken und Klein Krücken mit ihren Ortsteilen Kirchenhufen-Krücken und Wolfskrug, die am 7. Mai 1874 in den neu errichteten Amtsbezirk Moritten (russisch: Oktjabrskoje) eingegliedert wurden. Dieser bestand bis 1945 und gehörte zum Landkreis Preußisch Eylau im Regierungsbezirk Königsberg der preußischen Provinz Ostpreußen. Im Jahre 1910 zählte Groß Krücken 106 und Klein Krücken 33 Einwohner.
Am 30. September 1928 kam es zum Zusammenschluss der beiden Gutsdörfer Groß und Klein Krücken zur neuen „Krücken“ genannten Landgemeinde.
Infolge des Zweiten Weltkrieges kam Krücken zur Sowjetunion. Der Ort erhielt im Jahre 1947 die russische Bezeichnung Kamenka und wurde gleichzeitig in den Dorfsowjet Puschkinski selski Sowet im Rajon Bagrationowsk eingegliedert. Später gelangte der Ort in den Tschapajewski selski Sowet. Von 2008 bis 2016 gehörte Kamenka zur Landgemeinde Dolgorukowskoje selskoje posselenije und seither zum Stadtkreis Bagrationowsk.

## Kirche
Vor 1945 war die Bevölkerung Krückens fast ausnahmslos evangelischer Konfession. Die Ortschaften Groß und Klein Krücken mit den Ortsteilen Kirchenhufen-Kürcken und Wolfskrug waren in das Kirchspiel Kreuzburg (heute russisch: Slawskoje) eingegliedert, das zum Kirchenkreis Preußisch Eylau (Bagrationowsk) in der Kirchenprovinz Ostpreußen der Kirche der Altpreußischen Union gehörte. Letzter deutscher Geistlicher war Pfarrer Arnold Stritzel.
Gegenwärtig liegt Kamenka im Einzugsgebiet der in den 1990er Jahren neu gebildeten Dorfkirchengemeinde in Gwardeiskoje (Mühlhausen). Sie ist Filialgemeinde der Auferstehungskirche in Kaliningrad (Königsberg) und gehört zur Propstei Kaliningrad der Evangelisch-lutherischen Kirche Europäisches Russland (ELKER).

## Persönlichkeiten des Ortes
- Adolf Stobbe (* 20. November 1906 in Krücken; † 1956), deutscher Politiker, Mitglied des niedersächsischen Landtages